# Friedrich Dittes
Friedrich Dittes (23. září 1829 Irfersgrün – 15. května 1896 Vídeň) byl rakouský pedagog a politik německé národnosti, v 2. polovině 19. století poslanec Říšské rady.

## Biografie

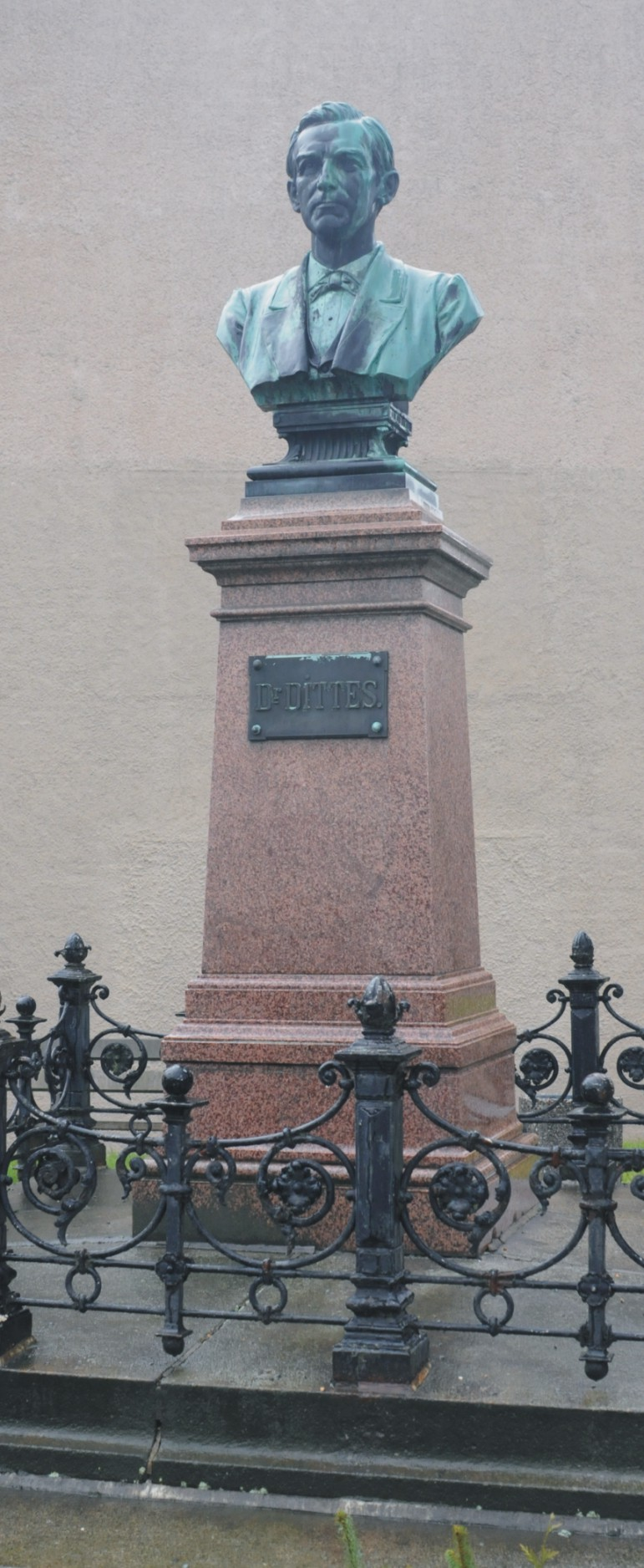
Pomník Friedricha Dittese v jeho rodišti.

Narodil se v Sasku. Pocházel z rolnické rodiny. V roce 1844 navštěvoval učitelský ústav v Plavně, pak studoval filozofii, psychologii a pedagogiku na Lipské univerzitě. Získal titul doktora filozofie. Působil jako učitel na gymnáziu v Chemnitz, pak byl školským radou a ředitelem semináře v Gothě. Následně přesídlil do Rakouska a od roku 1865 až do roku 1881 byl ředitelem učitelského ústavu ve Vídni. Zasedal v zemské školní radě. Měl značné zásluhy za rozvoj školství v hlavním městě monarchie.
Byl také poslancem Říšské rady (celostátního parlamentu Předlitavska), kam nastoupil v prvních přímých volbách roku 1873, za kurii městskou v Dolních Rakousích, obvod Vídeň, III. okres. V roce 1873 se uvádí jako Dr. Friedrich Dittes, ředitel městského učitelského ústavu ve Vídni, bytem Vídeň. Patřil mezi ústavověrné poslance. Byl jedním z pěti členů poslaneckého Klubu demokratů, který byl levicově liberálně orientovaný.
Zemřel v květnu 1896. V letech 1928–1929 vyrostl ve Vídni na jeho počest obytný soubor Ditteshof. Jmenuje se po něm rovněž Dittesgasse ve čtvrti Währing.